# Kochari, Hukeri
Kochari là một làng thuộc tehsil Hukeri, huyện Belgaum, bang Karnataka, Ấn Độ.